# Скиве (коммуна)
Скиве (дат. Skive Kommune) — датская коммуна в составе области Центральная Ютландия. Площадь — 690,7 км², что составляет 1,60 % от площади Дании без Гренландии и Фарерских островов. Численность населения на 1 января 2008 года — 48356 чел. (мужчины — 24500, женщины — 23856; иностранные граждане — 1384).

## История
Коммуна была образована в 2007 году из следующих коммун:
- Саллингсунн (Sallingsund)
- Скиве (Skive)
- Спёттруп (Spøttrup)
- Суннсёре (Sundsøre)

## Железнодорожные станции
- Хёйслев (Højslev)
- Скиве (Skive)

## Достопримечательности
- Замок Споттруп — средневековый замок на воде

## Изображения

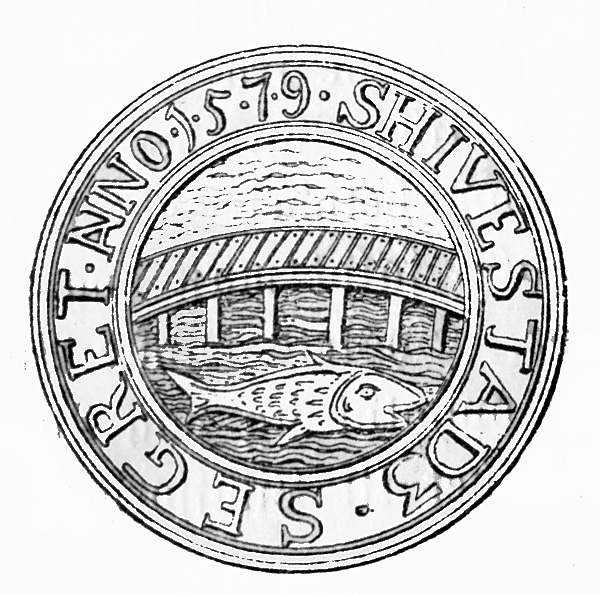
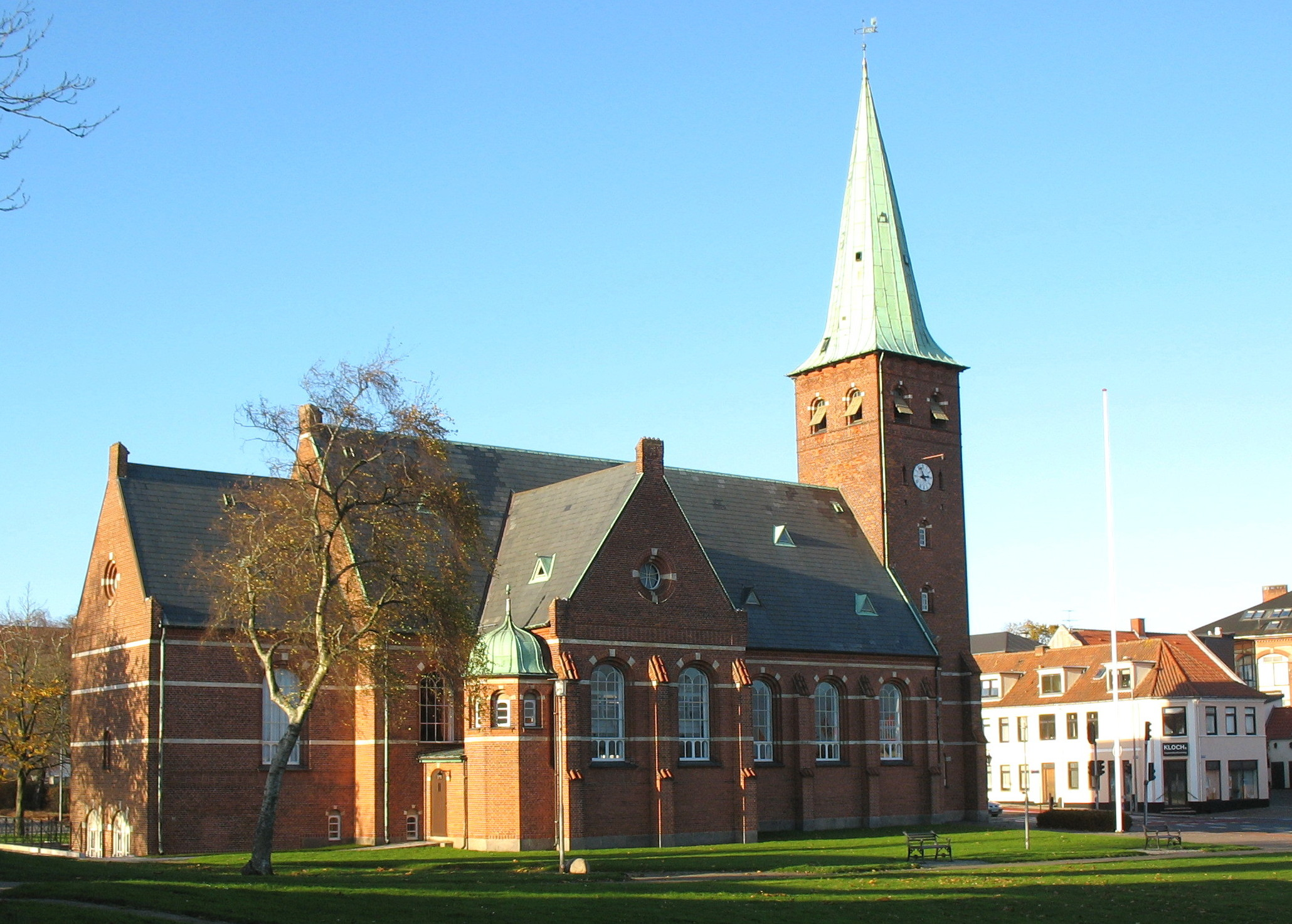
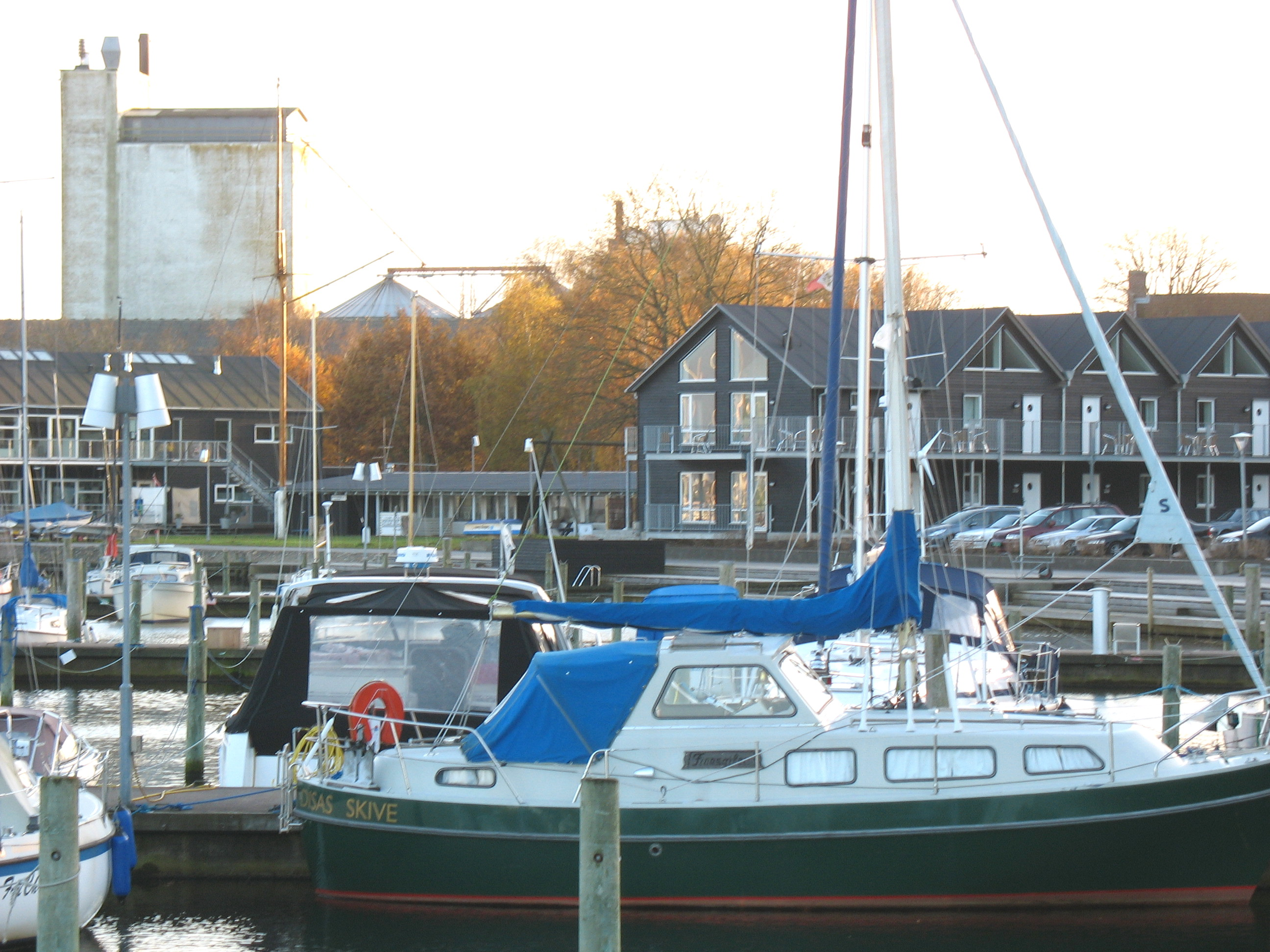
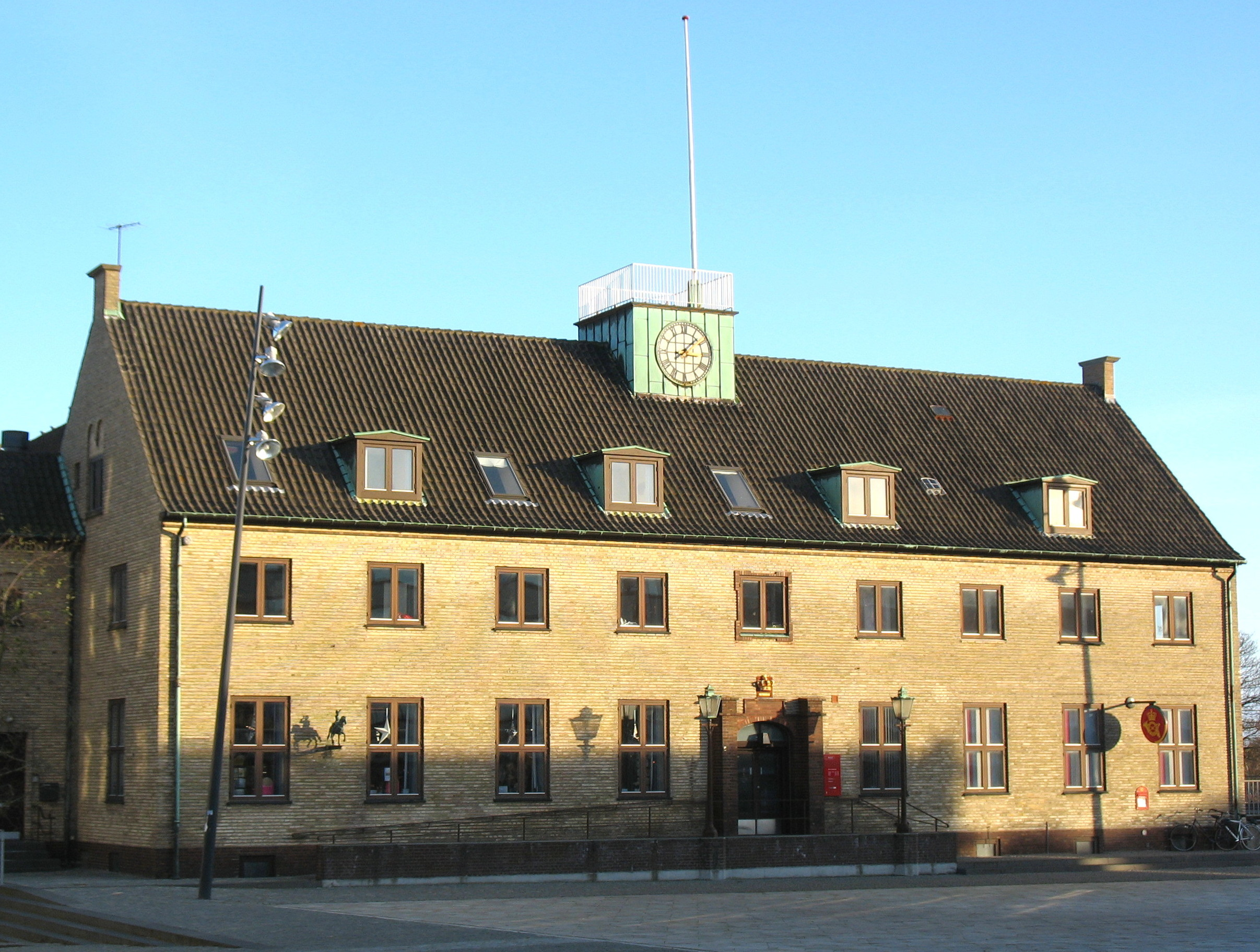